# Kompresivni šorts
Kompresivni šorts je vrsta donjeg veša koji se koristi za vreme sportskih aktivnosti. Usko je pripijen uz telo, elastičan i prekriva zonu od pojasa do sredine butina. Pravi se od mešavine sintetičkih vlakana i najčešće sadrži određeni procenat spandeksa. Nosi se samostalno kao jedini sloj ili ispod običnog šortsa, trenerki, pantalona, suknje itd. Koristi se u mnogim sportovima kao što su trčanje, atletika, košarka, fudbal, ragbi itd, kako na profesionalnom tako i amaterskom nivou. Varijante kompresivnog šorca često nose devojke koje žele da jasno naglase liniju zadnjice.

Osnovne osobine kompresivnog šortsa su brzo sušenje, što se postiže upotrebom hidrofobnih vlakana kao što su najlon i poliester, i kompresija, koju duguje svojstvu spandeksa da se posle svakog istezanja vraća u prvobitan položaj, pa tako šorts ostaje pripijen uz telo sve vreme nošenja, uz blago stezanje. U zavisnosti od udela spandeksa u materijalu, kompresivna funkcija šortsa može biti manje ili više izražena, što zavisi od specifičnosti upotrebe, odnosno sporta, i najčešće ne prelazi jednu petinu.

Neke od prednosti korišćenja kompresivnog šortsa su brže odvođenje znoja sa površine kože u atmosferu ili gornje slojeve odeće, smanjenje trenja između butina, smanjenje vibracije mišića, bolja prokrvljenost nogu, zaštita od sunca, hladnoće i povreda.

U zavisnosti od različitih potreba sportova, postoje različiti modeli, posebno izmenjeni ili dopunjeni kako bi vršili neku dodatnu funkciju, npr. silikonske trake koje poboljšavaju performanse u trčanju i skakanju, džepovi za ojačanja od sunđera koje štite pri padovima i sudaranjima, štitovi za genitalije itd. Neki modeli sadrže posebne materijale u određenim zonama, recimo proređeno mrežasto tkanje u zoni genitalija za bolje hlađenje, ili prisustvo jona srebra za odbijanje bakterija.

Jedna od modifikacija kompresivnog šortsa je i biciklistički šorts, kome je zbog specifičnog položaja tela promenjen kroj i dodat uložak od sunđera sa unutrašnje strane na sedalnom delu radi veće udobnosti.

Poput kompresivnog šortsa postoje i drugi odevni predmeti sličnog sastava i funkcije kao što su kompresivne majice, čarape, helanke itd.

#### „Biciklističke“
Zbog relativno velike zastupljenosti biciklističkih šortseva, odnosno odsustva drugih vrsta kompresivnih šortseva u javnosti, u govoru se ustalio naziv biciklističke (gaće) misleći pritom na bilo koji uski šorts od spandeksa. Međutim, dok se i jedan i drugi odevni predmet prave od sličnog materijala i sadrže spandeks, drugačiji kroj i odsustvo uloška čine običan kompresivni šorts neupotrebljivim u biciklizmu, a taj naziv pogrešnim.